# 萧选进
萧选进（1920年4月24日—2011年12月28日），原名萧显敬，男，安徽金寨人，中华人民共和国政治人物，中国人民解放军少将。

## 生平
萧选进是安徽金寨斑竹园人，出生于贫农家庭。1929年5月6日，中共商罗麻特别区委发动立夏起义，成立中国工农红军第三十二师，萧选进参加儿童团。1931年，萧选进正式参加中国工农红军。1938年，加入中国共产党。第一次国共内战时期，任红二十五军、红二十八军班长，跟随红二十五军从事南方游击战争。抗日战争时期，1939年1月，任新四军第四支队特务营排长。1940年2月，担任第十四团副连长。同年3月，出任江北游击纵队第一团连长。1941年2月，担任新四军特务团九连连长。1942年5月，任新四军第二师六旅十六团副营长。1945年5月，担任新四军第7师19旅55团营长，在磨盘山战斗中，孤身进入国军第二支队阵地，并活捉支队长郑其昌，领导全营攻占磨盘山战役。
第二次国共内战时期，萧选进任山东野战军第七纵队五旅十三团团长，参加鲁南战役。1947年1月，山东与华南部队合编为华东野战军，萧选进任华东野战军第七纵队二十师五十八团团长（李政清任政委），参加莱芜战役。同年3月，在胶济路南下，在4月参加临蒙公路出击战。5月13日，孟良崮战役爆发，58团奉命在河阳地区阻截国军。9月参加诸城攻坚战。12月4日，参加莱阳攻坚战，萧选进率团从南门攻入，并成功占领莱阳。1948年，参加春季攻势，并在3月20日作为主攻部队攻下淄川。之后接连参加兖州战斗，并在7月12日率先攻入兖州。同年11月，该团南下，参加淮海战役，并在徐州阻击援助黄维兵团；月底，萧选进率部大迂回到双堆集以南，并在12月直接进攻双堆集的国军指挥总部。1949年1月16日，五十八团南下，并在20日成功强渡淮河。同年2月解放军整编，华东野战军第七纵队20师改成第三野战军第二十五军第74师，萧选进担任220团团长，参加渡江战役。4月20日，该部率先成功渡江，并攻占滩头阵地，掩护部队渡江。5月负责镇江军管任务。5月23日，萧选进奉命率部参加上海战役，并在25日抵达昆山，并向宝山县进攻，抢占吴淞口炮台。26日，控制吴淞口，封锁黄浦江，切断上海国军守军的水上退路。上海战役后，6月1日，220团攻占崇明岛。
中华人民共和国成立后，1950年3月，萧选进升任第74师副师长，同年10月，升任师长。1952年8月，第二十四军参加入朝参战任务，第二十五军第74师调归第24军建制，萧选进担任74师师长（政委赵强），率部（第220、221、222团）参加朝鲜战争。1952年底，接替第15军在金化、平康防线，萧选进部负责守卫平康西侧防线。1953年，志愿军发动夏季反击战。6月初，第74师主动进攻美军第三师防线。6月中旬，由于韩国拖延《停战协定》；7月13日至14日，萧选进率领第74师对韩国军精锐、首都师第26团发动围歼战，并攻占432.8高地，控制金化通向梨实洞的公路，切断韩国向东线增兵的通道，并掩护左侧20兵团右翼68军的行军安全。在中朝联军进攻下，联合国军最终在《停战协定》签字。萧选进获朝鲜民主主义人民共和国二级国旗勋章。
朝鲜战争结束后，1954年6月，萧选进调入南京军区速成中学学习。1955年2月，进入南京军事学院高级系一班学习。1955年授予大校军衔，获三级八一勋章、三级独立自由勋章、二级解放勋章。1957年6月，担任第66军74师师长。1961年3月，担任第66军参谋长、副军长。1964年，晋升为少将军衔。1966年4月，调任第69军副军长。1968年2月，到山西东南担任支左工作，并在长治机场，成功阻止山西两派的武斗冲突。1968年9月，升任69军军长；同年补选担任山西省核心小组成员。1972年5月至1985年6月，担任北京军区副司令员。
1976年唐山大地震爆发后，他受命率部驰援，并与万海峰一并最先抵达唐山，迅速成立以他为总指挥的前线指挥部，负责指挥救援工作。随后成立北京军区唐山抗震救灾前指临时党委，他担任书记，统一指挥11万人员的抗震救灾部队，并制定执行救灾方案。1983年，当选第六届全国人民代表大会代表、第七届全国政协委员。1985年中国共产党全国代表会议上，萧选进增选为中央纪律检查委员会委员。1988年获一级红星功勋荣誉章。2011年12月28日，萧选进在北京逝世，享年91岁。